# 楊振宇 (政治人物)
楊振宇（英語：Ronald Yeung Chun-yu），綽號阿楊。曾任香港九龍城區議會宋皇臺選區議員，前香港民主民生協進會秘書長。曾出選2007年香港區議會選舉、2008年香港立法會選舉、2011年香港區議會選舉、2015年香港區議會選舉及2019年香港區議會選舉。

## 政治生涯
2011年區議會選舉，廖成利交棒予同黨的楊振宇，對手有改以經濟動力參選的葉志偉、由工聯會、民建聯推薦的張芬蘭及人民力量成員李漢森，結果楊以接近過半票當選。
2015年區議會選舉，原有啟德選區分拆成宋皇臺、啟德北選區及啟德南選區。楊振宇這次的對手則有由經民聯、西九新動力的王民聲及工聯會鄭振華，結果楊氏以超過六成得票連任。而民協九龍城團隊亦因2016年立法會選舉民協失去立法會代表後，逐一退出民協，楊振宇與其他退黨人士不同，未有加入民主黨，並於2021年逐漸以獨立身份轉投建制陣營。
2019年區議會選舉，楊振宇取得68%選票高票連任。

## 學歷
- 基督教女青年會丘佐榮中學（1998年）
- 香港浸會大學政治及國際關係學學士
- 社會科學碩士

## 相關
- 香港民主民生協進會
- 馮檢基
- 廖成利
- 2007年香港區議會選舉
- 2008年香港立法會選舉
- 2011年香港區議會選舉
- 2015年香港區議會選舉
- 2019年香港區議會選舉

## 外部連結
| 議會席位      | 議會席位                                           | 議會席位                                         |
| ------------- | -------------------------------------------------- | ------------------------------------------------ |
| 前任： 廖成利 | 九龍城區議會啟德選區 2012年1月1日－2015年12月31日  | 繼任： 選區分拆成 宋皇臺、啟德北選區及啟德南選區 |
| 首任          | 九龍城區議會宋皇臺選區 2016年1月1日—2023年12月31日 | 繼任： 選區合併成 九龍城北選區                   |